# Rocquigny, Aisne
Rocquigny är en kommun i departementet Aisne i regionen Hauts-de-France i norra Frankrike. Kommunen ligger  i kantonen La Capelle som ligger i arrondissementet Vervins. År 2022 hade Rocquigny 364 invånare.

## Befolkningsutveckling
Antalet invånare i kommunen Rocquigny
Referens: INSEE